# Hipotermia
Hipotermia é a temperatura corporal reduzida que acontece quando um corpo dissipa mais calor do que produz internamente durante tempo suficientemente prolongado. Nos seres humanos, é definida como uma temperatura padrão do corpo abaixo de 35,0 °C (95,0 °F). Os sintomas dependem da temperatura. Na hipotermia leve pode haver de arrepios até confusão mental. Em hipotermia moderada, paradas tremulantes e confusão mental aumentam. Na hipotermia grave, pode haver desnudamento paradoxal, no qual uma pessoa remove sua roupa, bem como um risco de parada cardíaca.
A hipotermia tem dois tipos principais de causa. Normalmente ocorre por exposição ao frio extremo. Também pode ocorrer a partir de qualquer condição que diminui a produção de calor ou aumenta a perda de calor. Comumente isso inclui intoxicação alcoólica, mas também pode incluir níveis baixos de açúcar no sangue, anorexia, idade avançada entre outros. A temperatura corporal é geralmente mantida perto de um nível constante de 36,5–37,5 °C (97,7–99,5 °F) através de termorregulação. Esforços para aumentar a temperatura corporal envolvem tremores, aumento da atividade voluntária e vestir roupas mais quentes. A hipotermia pode ser diagnosticada com base nos sintomas de uma pessoa na presença de fatores de risco ou medindo a temperatura corporal de uma pessoa.
O tratamento da hipotermia leve envolve bebidas quentes, roupas quentes e atividade física. Naqueles com hipotermia moderada, cobertores e fluídos intravenosos aquecidos são recomendados. As pessoas com hipotermia moderada ou grave devem ser movidas suavemente. Em hipotermia grave, a oxigenação por membrana extracorpórea (ECMO) ou massagem cardiopulmonar pode ser útil. Naqueles que não tiverem pulsação arterial, a reanimação cardiopulmonar (RCP) é indicada juntamente com as medidas acima. O reaquecimento é tipicamente continuado até que a temperatura de uma pessoa seja maior do que 32 °C (90 °F). Se a este ponto não houver nenhum sinal de melhora ou o nível de potássio no sangue for superior a 12 mmol/litro, a reanimação pode ser descontinuada.
A hipotermia é a causa de pelo menos 1 500 mortes por ano nos Estados Unidos. É mais comum em pessoas mais velhas e em homens. Uma das temperaturas corporais mais baixas documentadas de que alguém com hipotermia acidental sobreviveu é 13 °C (55,4 °F) em um quase-afogamento de uma menina de 7 anos de idade na Suécia.
Mortes devido à hipotermia têm desempenhado um papel importante em muitas guerras. A hipertermia é o oposto da hipotermia, sendo uma temperatura corporal aumentada devido à termorregulação falhada. O termo é do grego ὑπο, ypo, que significa "de baixo, menor", e θερμία, thermía, que significa "calor".

## Tipos
A hipotermia pode ser classificada em três tipos: a aguda, subaguda e crônica.
- A aguda é a mais perigosa, onde há uma brusca queda da temperatura corporal (em segundos ou minutos), por exemplo quando a pessoa cai em um lago com gelo.
- A subaguda já acontece em escala de horas, comumente por permanecer em ambientes frios por longos períodos de tempo.
- A crônica é comumente causada por uma enfermidade.

Os sintomas dos três tipos de Hipotermia;
- Leve (35 a 33 °C); sensação de frio, tremores, letargia motora, espasmos musculares. A pele fica fria, as extremidades do corpo apresentam tonalidade cinzenta ou levemente arroxeada (cianótica). A pessoa tem confusão mental.
- Moderada (33 a 30 °C); Os tremores começam a desaparecer, a pessoa tende a ficar muito sonolenta, prostrada, quase inconsciente, rigidez muscular, alterações na memória e na fala, entre outros.
- Grave (menos de 30 °C); A pessoa fica imóvel e inconsciente, as pupilas se dilatam e a freqüência cardíaca diminui, se tornando quase imperceptível. Se o paciente não for devidamente tratado, a morte é inevitável.

## Etapas
Primeira etapaA temperatura corporal cai de 1 a 2 graus Celsius abaixo da temperatura normal. A pessoa tem arrepios, a respiração se torna rápida, as mãos ficam adormecidas com dificuldade de utilizá-las para efetuar tarefas.
Segunda etapaA temperatura corporal cai de 2 a 4 graus Celsius abaixo da temperatura normal. Os arrepios são mais intensos, os movimentos são lentos. As extremidades ficam azuladas, há um pouco de confusão. Apesar disto a vítima está consciente.
Terceira etapaEm geral os arrepios cessam, surgem sinais de amnésia, impossibilidade de usar as mãos, diminuição do pulso e respiração. Diminuição da atividade celular. Falha dos órgãos vitais. Morte clínica.

## Desnudamento paradoxal
Entre vinte a cinquenta por cento das mortes por hipotermia estão associadas ao chamado "Desnudamento paradoxal". Esse fenômeno, geralmente, ocorre durante hipotermia moderada e grave. à medida que a pessoa fica desorientada, confusa e combativa, ela pode começar a descartar suas roupas, o que, por sua vez, aumenta a taxa de perda de calor.
Socorristas treinados em técnicas de sobrevivência e resgate em montanhas são ensinados a esperar esse tipo de comportamento por parte de vítimas de hipotermia. No entanto, pessoas que morrem de hipotermia em ambientes urbanos são, muitas vezes, incorretamente consideradas como tendo sido vítimas de agressão sexual.
Uma possível explicação para o fenômeno é um mau funcionamento (induzido pelo frio) do hipotálamo, a parte do cérebro que regula a temperatura corporal. Outra possível explicação, é que os músculos que contraem os vasos sanguíneos periféricos ficam exaustos (fenômeno conhecido como "perda do tônus vaso-motor") e relaxam, causando uma súbita onda de sangue (e calor) para as extremidades, fazendo com que a pessoa se sinta superaquecida.

## Primeiros socorros
Esta enfermidade não possui tratamento específico, devendo-se aumentar a temperatura corporal da vítima.
- De início, não massageie ou esfregue a vítima, não deixe a pessoa em pé e nem dê álcool, pois estas ações desviarão a circulação (que já está comprometida) dos órgãos internos, podendo agravar a situação.
- Chamar socorro especializado, aquecer as axilas e pernas (pode ser com garrafas com água morna envolvidas em meias), monitorar as funções vitais da vítima e estar preparado para ressuscitação cardiopulmonar e remover a roupa molhada se tiver outra para colocar no lugar.
- Se a hipotermia for perceptivelmente severa e a pessoa se demonstrar incoerente ou inconsciente, o reaquecimento deve ser feito sob circunstâncias estritamente controladas em um hospital.
- Leigos devem apenas remover a vítima do ambiente gelado, dar bebida quente (não muito quente porque poderia ocasionar choque térmico) e encaminhar a pessoa para o cuidado médico o mais rápido possível.
- Na hipotermia o reaquecimento rápido pode causar arritmia cardíaca.